# A.G.R. Group
A.G.R. Group — приватний сільськогосподарський холдинг, який об'єднує 19 українських компаній, що спеціалізуються на вирощуванні зернових, а також молочному тваринництві. Продукція холдингу реалізовується на міжнародних товарних біржах.
Засновник та єдиний акціонер A.G.R. Group — Хідірян Місак Оганесович.

## Основні напрямки
Основа бізнесу агрохолдингу A.G.R. Group — вирощування кукурудзи та сої. Вибір культур зумовлено ситуацією на світовому ринку сільськогосподарської продукції, а також розташуванням земель. Разом з тим, холдинг займається тваринництвом і зберіганням зерна.
В тваринництві агрохолдинг A.G.R. Group спеціалізується на молочному напрямку, володіє трьома комплексами в Полтавські області. Загальна кількість поголів'я налічує 1400 голів, у тому числі 640 фуражних корів.
Станом на кінець 2019 року A.G.R. Group має власні потужності для зберігання 55 000 тон зернових. У 2020 році заплановано введення в експлуатацію першої черги нового елеватора на 120 000 тон.

## Структура
До складу агрохолдингу A.G.R. Group входять 19 господарств в 4 областях України. Землі компанії розташовані у сприятливих для рослинництва регіонах України: Полтавській, Київській, Чернігівській та Сумській областях. Станом на кінець 2019 року у компаніях холдингу працюють понад 700 осіб. Земельний банк холдингу становить 28,8 тис. га. У найближчих планах компанії розширення земельного банку до 50 тисяч гектарів.
Оброблювана агрохолдингом земля поділена на кластери: Кластер «Бровари»
Охоплює Броварський район Київської області.
Кластер «Лохвиця»
Найбільший кластер холдингу. Охоплює Лохвицький, Чорнухинський, Миргородський райони Полтавської області, Варвинський район Чернігівської області. На території Лохвицького кластеру діє 5 виробничих підприємств, які працюють на землях кількох десятків територіальних громад.
Кластер «Гребінка»
Охоплює Гребінківський, Оржицький, Пирятинський райони Полтавської області.
Кластер «Чернігів»
Охоплює Новгород-Сіверський, Семенівський райони Чернігівської області, Середино-Будський район Сумської області.

## Агротехнології та автоматизація
A.G.R. Group використовує сучасні технології вирощування зернових культур. В обробці земель холдинг використовує підхід, в основі якого мінімальна обробка ґрунтів для максимального збереження у них вологи. В окремих випадках застосовується технологія глибокого рихлення для руйнування плужної підошви ґрунту. Підприємства A.G.R. Group відмовилися від використання комплексних добрив, використовуючи для підживлення ґрунтів лише азотні добрива. Такий підхід вже протягом чотирьох років дозволяє заощаджувати ресурси при збереженні високих показників урожайності вирощуваних культур.
A.G.R. Group активно використовує демополя, тестуючи різноманітні посівні матеріали. В залежності від отриманих результатів фахівці холдингу ухвалюють рішення про використання того чи іншого посівного матеріалу у промислових масштабах.
Виробництво A.G.R. Group на 95 % забезпечене власною технікою. Загалом 195 одиниць, серед яких трактори John Deere, New Holland та Case, комбайни John Deere та New Holland, жатки John Deere, New Holland, Zaffrani та Olimac Drago та інше сучасне обладнання, придбане з урахуванням специфіки вирощуваних культур та території. Кожна машина автопарку працює з використанням технології трекінгу, що допомагає відстежувати робочий процес у реальному часі.
Для автоматизації виробництва холдинг використовує систему «Агроконтроль», яка дає можливість контролювати виконання технологічних операцій і фіксувати можливі відхилення під час польових робіт в онлайн-режимі. Також в рамках співпраці з компанією «Агроконтроль» A.G.R. Group впроваджує у свою роботу систему «Свій-чужий 2.0», яка дистанційно в онлайн режимі дозволяє контролювати та гарантувати безпеку переміщення урожаю від комбайну на полі до визначеної локації.

## Результати
Врожайність культур, що вирощуються A.G.R. Group, має одні з найвищих показників в Україні. У 2018 році збір зернових, бобових та технічних культур склав 179 645,22 тон.
Основний прибуток компанії інвестується у розвиток: оновлення технічної бази, проведення агрономічних досліджень та залучення висококласних фахівців. З метою забезпечення подальшого зростання холдинг планує стати публічною компанію та залучати фінансування на міжнародних фінансових ринках, розглядається можливість виходу на ІРО. Для цього здійснено реструктуризацію компанії, а також проводиться аудит. Аудитором A.G.R. Group є компанія KPMG.

## Соціальна відповідальність
A.G.R. Group надає підтримку місцевим громадам у регіонах, де розташовані підприємства холдингу. Серед проєктів, які фінансує холдинг: допомога медичним та освітнім установам, підтримка проєктів для молоді, розвиток інфраструктури та ін. Холдинг також співпрацює з Благодійним фондом імені Хідіряна Оганеса Місаковича. Фонд створено синами філантропа Оганеса Хідіряна (серед них — засновник A.G.R. Group — Місак Оганесович Хідірян) у пам'ять про батька та для реалізації його благодійних планів, які він не встиг втілити у життя..